# آلفرد اینگر
آلفرد اینگر (انگلیسی: Alfred Ainger; ۹ فوریهٔ ۱۸۳۷ – ۸ فوریهٔ ۱۹۰۴) یک نویسنده، متخصص الهیات، و زندگی‌نامه‌نویس اهل بریتانیا بود.